# Lista över fornlämningar i Eskilstuna kommun (Västermo)
Lista över fornlämningar i Eskilstuna kommun (Västermo) är en förteckning av ett urval av de fornlämningar som finns i Västermo i Eskilstuna kommun.
| Namn                          | Lämningstyp                      | Tillkomsttid | Historisk indelning    | Plats       | Läge                 | ID-nr          | Bild                                      |
| ----------------------------- | -------------------------------- | ------------ | ---------------------- | ----------- | -------------------- | -------------- | ----------------------------------------- |
| Västermo 1:1                  | Gravfält                         |              | Västermo, Södermanland |             | 59.351017, 16.040866 | 10038800010001 | Ladda upp en bild av detta fornminne      |
| Västermo 3:1                  | Stensättning                     |              | Västermo, Södermanland |             | 59.352302, 16.037884 | 10038800030001 | Ladda upp en bild av detta fornminne      |
| Västermo 3:2                  | Stensättning                     |              | Västermo, Södermanland |             | 59.352413, 16.038001 | 10038800030002 | Ladda upp en bild av detta fornminne      |
| Västermo 7:1                  | Stensättning                     |              | Västermo, Södermanland |             | 59.323442, 15.967807 | 10038800070001 | Ladda upp en bild av detta fornminne      |
| Västermo 14:1                 | Stensättning                     |              | Västermo, Södermanland |             | 59.291489, 15.911235 | 10038800140001 | Ladda upp en bild av detta fornminne      |
| Västermo 14:2                 | Stensättning                     |              | Västermo, Södermanland |             | 59.291549, 15.911060 | 10038800140002 | Ladda upp en bild av detta fornminne      |
| Västermo 14:3                 | Stensättning                     |              | Västermo, Södermanland |             | 59.291408, 15.911380 | 10038800140003 | Ladda upp en bild av detta fornminne      |
| Rävberget (Västermo 15:1)     | Fornborg                         |              | Västermo, Södermanland |             | 59.333550, 16.091832 | 10038800150001 | Ladda upp en bild av detta fornminne      |
| Sö 86 (Västermo 28:1)         | Runristning                      |              | Västermo, Södermanland | S. Åby ägor | 59.288681, 16.107645 | 10038800280001 | Ladda upp en till bild av detta fornminne |
| Västermo 30:1                 | Stensättning                     |              | Västermo, Södermanland |             | 59.288834, 16.082078 | 10038800300001 | Ladda upp en bild av detta fornminne      |
| Västermo 32:1                 | Stensättning                     |              | Västermo, Södermanland |             | 59.286496, 16.078290 | 10038800320001 | Ladda upp en bild av detta fornminne      |
| Västermo 38:1                 | Gravfält                         |              | Västermo, Södermanland |             | 59.287524, 16.051791 | 10038800380001 | Ladda upp en bild av detta fornminne      |
| Västermo 39:1                 | Gravfält                         |              | Västermo, Södermanland |             | 59.288384, 16.049731 | 10038800390001 | Ladda upp en bild av detta fornminne      |
| Västermo 39:2                 | Stensättning                     |              | Västermo, Södermanland |             | 59.288218, 16.050324 | 10038800390002 | Ladda upp en bild av detta fornminne      |
| Västermo 39:3                 | Stensättning                     |              | Västermo, Södermanland |             | 59.288161, 16.050466 | 10038800390003 | Ladda upp en bild av detta fornminne      |
| Västermo 40:1                 | Stensättning                     |              | Västermo, Södermanland |             | 59.285081, 16.060035 | 10038800400001 | Ladda upp en bild av detta fornminne      |
| Västermo 40:2                 | Stensättning                     |              | Västermo, Södermanland |             | 59.285027, 16.059883 | 10038800400002 | Ladda upp en bild av detta fornminne      |
| Västermo 40:3                 | Stensättning                     |              | Västermo, Södermanland |             | 59.285058, 16.059686 | 10038800400003 | Ladda upp en bild av detta fornminne      |
| Västermo 41:1                 | Gravfält                         |              | Västermo, Södermanland |             | 59.290266, 16.094186 | 10038800410001 | Ladda upp en bild av detta fornminne      |
| Västermo 52:1                 | Stensättning                     |              | Västermo, Södermanland |             | 59.315593, 15.920482 | 10038800520001 | Ladda upp en bild av detta fornminne      |
| Västermo 52:2                 | Stensättning                     |              | Västermo, Södermanland |             | 59.315467, 15.920517 | 10038800520002 | Ladda upp en bild av detta fornminne      |
| Arninge märke (Västermo 62:1) | Ristning, medeltid/historisk tid |              | Västermo, Södermanland |             | 59.320930, 15.973889 | 10038800620001 | Ladda upp en bild av detta fornminne      |
| Västermo 76:1                 | Stensättning                     |              | Västermo, Södermanland |             | 59.313579, 15.982818 | 10038800760001 | Ladda upp en bild av detta fornminne      |
| Västermo 78:1                 | Hög                              |              | Västermo, Södermanland |             | 59.286402, 16.101711 | 10038800780001 | Ladda upp en bild av detta fornminne      |
| Västermo 81:1                 | Hällristning                     |              | Västermo, Södermanland |             | 59.289323, 16.077919 | 10038800810001 | Ladda upp en bild av detta fornminne      |
| Västermo 81:2                 | Hällristning                     |              | Västermo, Södermanland |             | 59.289341, 16.078132 | 10038800810002 | Ladda upp en bild av detta fornminne      |
| Västermo 95:1                 | Stensättning                     |              | Västermo, Södermanland |             | 59.279202, 16.055747 | 10038800950001 | Ladda upp en bild av detta fornminne      |
| Västermo 104:1                | Stensättning                     |              | Västermo, Södermanland |             | 59.284967, 16.096852 | 10038801040001 | Ladda upp en bild av detta fornminne      |
| Västermo 122:1                | Ristning, medeltid/historisk tid |              | Västermo, Södermanland |             | 59.305965, 16.006652 | 10038801220001 | Ladda upp en bild av detta fornminne      |
| Öja 74:1                      | Stensättning                     |              | Västermo, Södermanland |             | 59.276892, 16.087485 | 10039400740001 | Ladda upp en bild av detta fornminne      |
| Öja 74:2                      | Gravhägnad                       |              | Västermo, Södermanland |             | 59.276695, 16.087625 | 10039400740002 | Ladda upp en bild av detta fornminne      |